# Take Time to Know Her
Take Time To Know Her — студійний альбом американського співака Персі Следжа, випущений в 1968 році лейблом Collectables Records.

## Список композицій
1. «Take Time to Know Her» (Стівен Аллен Девіс, Ел Галліко) — 3:04
2. «Feed the Flame» (Ден Пенн, Спунер Олдгем) — 2:26
3. «Sudden Stop]]» (Боббі Расселл) — 2:46
4. «Come Softly to Me» (Рузвельт Джеймісон) — 2:00
5. «Spooky» (Бадді Бьюї, Джеймс Кобб, Гаррі Міддлбрукс, мл., Майк Шарп) — 2:53
6. «Out of Left Field» (Ден Пенн, Спунер Олдгем) — 3:32
7. «Cover Me» (Малін Грін, Едді Гінтон) — 2:50
8. «Baby, Help Me» (Боббі Вомак) — 2:32
9. «It's All Wrong But It's Alright» (Малін Грін, Едді Гінтон) — 2:57
10. «High Cost of Leaving» (Девід Бріггз, Дональд Фріттс) — 2:59
11. «Between These Arms» (Говард Еванс, Біллі Дженкінс) — 2:43
12. «I Love Everything About You» (Ден Пенн, Спунер Олдгем) — 2:17

## Учасники запису
- Персі Следж — вокал

## Позиції у чартах
Альбоми
| Рік  | Чарт         | Позиція |
| ---- | ------------ | ------- |
| 1967 | Black Albums | 27      |
| 1967 | Pop Albums   | 148     |

Сингли
| Сингл                   | Інформація |
| ----------------------- | --- |
| «Baby, Help Me»         | - Сингл Atlantic 2383, 1966 - Сторона Б: «You've Got That Something Wonderful» - US Pop Singles #44 - US Black Singles #87    |
| «Out Of Left Field»     | - Сингл Atlantic 2396, 1967 - Сторона Б: «I Can't Be Stopped» - US Pop Singles #25 - US Black Singles #59                     |
| «Cover Me»              | - Сингл Atlantic 2453, 1967 - Сторона Б: «Behind Every Great Man There's a Woman» - US Pop Singles #39 - US Black Singles #42 |
| «Take Time To Know Her» | - Сингл Atlantic 2490, 1968 - Сторона Б: «It's All Wrong, But It's Alright» - US Pop Singles #6 - US Black Singles #11        |
| «Sudden Stop»           | - Сингл Atlantic 2539, 1968 - Сторона Б: «Between These Arms» - US Pop Singles #41 - US Black Singles #63                     |